# اسدالله عادلی
اسدالله عادلی (زاده ۱۳۳۴ تهران) سرهنگ خلبان جنگنده گرومن اف-۱۴ تامکت نیروی هوایی شاهنشاهی ایران و نیروی هوایی ارتش جمهوری اسلامی ایران بود.
وی از خلبانان زبده نیروی هوایی ایران بود و در سال ۱۳۵۶ یکی از معدود خلبانان نیروی هوایی بود که برای پرواز با گرومن اف-۱۴ تامکت انتخاب شد. او بین سال‌های ۱۹۸۰ تا ۱۹۸۸ در جریان جنگ ایران و عراق با این جنگنده بیش از ۲۰۰۰ ساعت پرواز کرد.

## زندگی‌نامه
اسدالله عادلی در سال ۱۳۳۴ در تهران زاده شد. وی در سال ۱۳۵۵ به عضویت نیروی هوایی شاهنشاهی ایران درآمد و در خلال جنگ ایران و عراق از اعضای نیروی هوایی ارتش جمهوری اسلامی ایران بود.
مورخ نظامی فرانسوی پیر رازو  ۵ پیروزی هوایی را به او نسبت داده‌است، رکوردی که او را به عنوان یک خلبان تک‌خال واجد شرایط می‌کند. او به همراه افسر رهگیری رادار خود محمد مسبوق، رکورد ساقط کردن سه هواپیما با یک موشک را دارند. این اتفاق در ۷ ژانویه ۱۹۸۱ رخ داد، زمانی که آنها سه فروند میگ-۲۳ عراقی را که در یک آرایش نزدیک در ارتفاع ۲۰۰۰ پایی بر فراز جزیره خارگ در حال پرواز بودند، با شلیک یک موشک ایم-۵۴ فینیکس سرنگون کردند.
تام کوپر و فرزاد بیشاپ سه فروند میگ ۲۳ را جزو شکارهای تأیید شده توسط ایرانی‌ها، بدون اینکه بتوانند خلبانان را شناسایی کنند، فهرست می‌کنند.

## افتخارات
عادلی در یک مورد با شلیک یک موشک فینیکس سه فروند میگ ۲۳ عراقی را منهدم کرد. در این حادثه، در جریان پروازهای پوششی در جنگ نفت‌کش‌ها در منطقه جزیره خارک، عادلی با جنگنده اف ۱۴ در همراهی محمد مسبوق در اتاقک عقب، با یک‌ دسته سه‌فروندی میگ ۲۳ دشمن روبه‌رو شد که با پیشنهاد مسبوق، عمل نشانه‌گیری روی هواپیمای میانی انجام گرفت. با شلیک موشک فینیکس و اصابت به هواپیمای رهبر، دو فروند دیگر نیز که در راست و چپ آن قرار داشتند، شعله‌ور و منهدم شدند. لاشه هر سه میگ روز بعد در جزیره خارک پیدا شد.